# ロールス・ロイス・ファントムVII
ファントムVII（Phantom VII ）は、イギリスの自動車メーカーであるロールス・ロイス・モーター・カーズが製造・販売していた高級車である。

## 概要
1998年、ヴィッカースが所有していたロールス・ロイス (Rolls-Royce Motors) を買収したBMWは、1998年に新たな自動車会社ロールス・ロイス・モーター・カーズを設立した。同社として初めての乗用車として開発され、2003年に発売されたモデルが「ファントム」である。当時のライバルはマイバッハ57/62で、「ロールス・ロイスらしい」外観を持つファントムは人気を博した。
「ファントム」はロールス・ロイスの最上級サルーンに使われてきた名称であり、このロールス・ロイス・モーターカーズによる「ファントム」にもパルテノン神殿をモチーフとした大型のフロントグリルを始めとする特徴的なデザインが引き継がれた。また、かつてのロールスロイス車にも見られたコーチドア（観音開き）も採用されている。車室内インテリアのメタル仕上げ部分には、従来の「サテン・クロム」と呼ばれるやや光沢の控えめなクロムに加えて、より透明感のある光沢に仕上げたブルー・クロムが用いられている。
市販車はV型12気筒エンジンが搭載されているが、試作段階では9リットルV型16気筒エンジンが搭載される計画であった。しかしながらオーバースペックという理由で却下され、3基試作されたエンジンはロールス・ロイスによってしばらく保管されていた。その内の1基をMr.ビーンで知られる俳優のローワン・アトキンソンがロールス・ロイスに直接交渉し、自身が所有するファントムに載せ換えている。
当初は単一のボディバリエーション（4ドアサルーン）のみだったが、途中からホイールベースを延長し後席の空間を広げた「EWB」 (Extended Wheel Base) が追加されている。また、2ドアクーペ (Phantom Coupé) およびオープンカー (Phantom Drophead Coupé) も追加され、標準モデルを含むとファントムは4種のバリエーションを持つことになった。
2016年2月23日、メーカーにより、年内に生産を終える計画であることが発表された。2017年1月末、最終モデルがラインオフし、生産終了となった。

## 車種

### SWB
仕様
- 乗車定員：インディヴィデュアルシート4名／ラウンジシート5名
- 全長/全幅/全高：5,835mm/1,990mm/1,655mm
- ホイールベース：3,570mm
- 車両重量：2,600kg
- エンジン形式：60度V型12気筒DOHC48バルブ
- 総排気量：6,749cc
- 最高出力：338kW(460PS)/5,350rpm
- トランスミッション形式：電子制御6速AT
- タイヤサイズ：前/後 265ｘ790R540A (111V)
- 価格：4,725万円から（税別、2010年3月現在）

### EWB
仕様
- 乗車定員：4名
- 全長/全幅/全高：6,085mm/1,990mm/1,655mm
- ホイールベース：3,820mm
- 車両重量：2,770kg
- エンジン形式：60度V型12気筒DOHC48バルブ
- 総排気量：6,749cc
- 最高出力：338kW(460PS)／5,350rpm
- トランスミッション形式：電子制御6速AT
- タイヤサイズ：前／後 265ｘ790R540A (111V)
- 価格：5,480万円から（税別、2010年3月現在）

### ドロップヘッド・クーペ

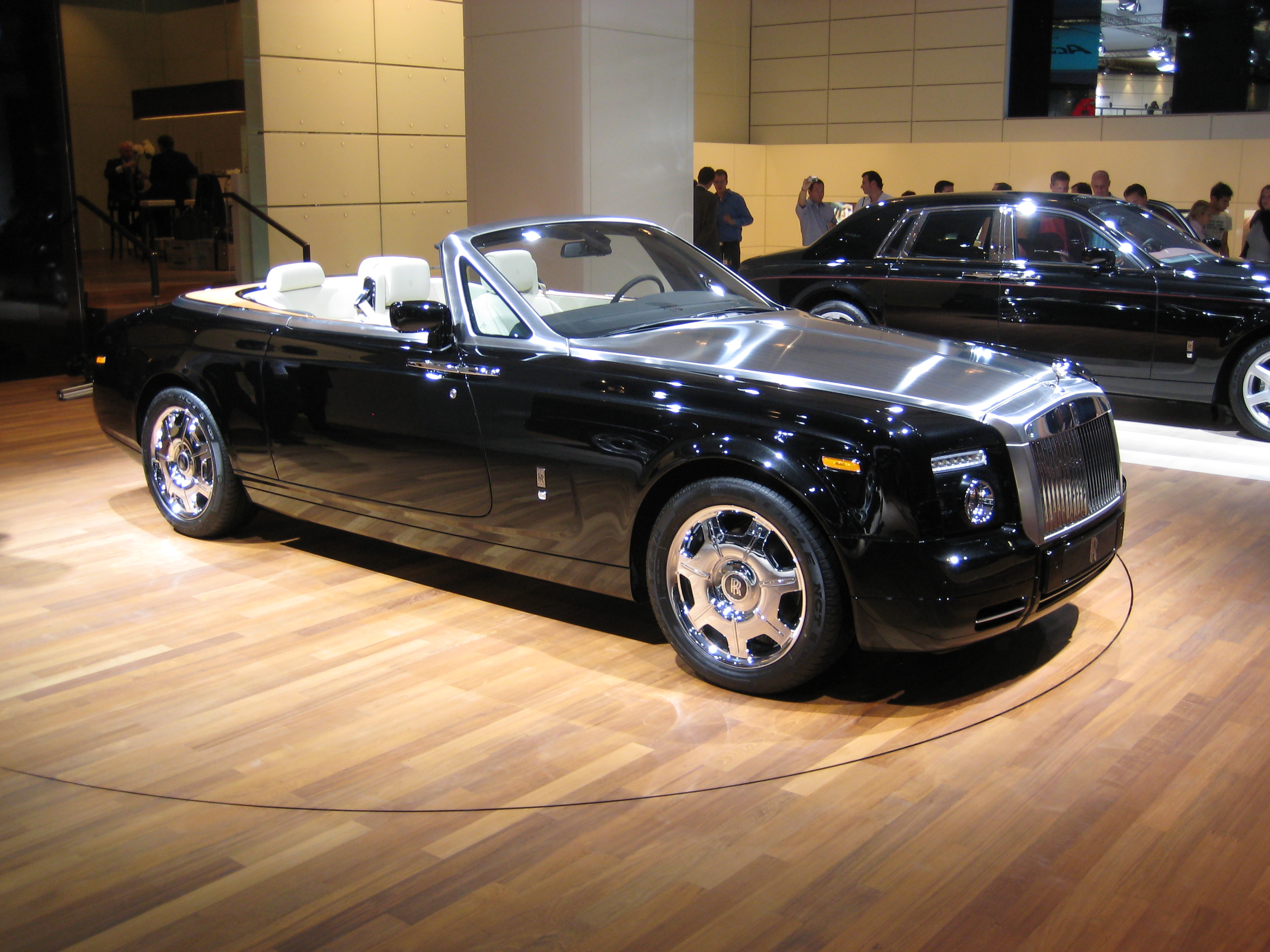
ロールス・ロイス ファントム・ドロップヘッド・クーペ 2007

スーサイドドアを大胆に採用し、外板色を含む内外のディティールもレトロモダンで統一され、特徴的なコンバーチブルとなっている。リアフードカバーはチーク材のデッキを使用。ボンネットはスチール製で機械で均一に仕上げた上に手作業で磨き上げられている。
仕様
- 乗車定員：4名

- 全長/全幅/全高：5,605 mm/1,985 mm/1,580 mm
- ホイールベース：3,320 mm
- 車両重量：2,680 kg
- エンジン形式：60度V型12気筒DOHC48バルブ
- 総排気量：6,749 cc
- 最高出力：338 kW(460 PS)/5,350 rpm
- トランスミッション形式：電子制御6速AT
- タイヤサイズ：前/後 265ｘ790R540A (111V)
- 価格：5,428.5万円から（税別、2010年3月現在）